# 1763 Williams
Williams (asteróide 1763) é um asteróide da cintura principal, a 1,7417503 UA. Possui uma excentricidade de 0,2040965 e um período orbital de 1 182,46 dias (3,24 anos).
Williams tem uma velocidade orbital média de 20,1339982 km/s e uma inclinação de 4,23766º.
Esse asteróide foi descoberto em 13 de Outubro de 1953 por Goethe Link Obs..